# فضای روز و شب
چنانچه به هنگام مشاهدهٔ یک فضا، عامل زمان را مد نظر بگیریم، به اختلاف یکدیگر پی می‌بریم. ابعاد فضای هندسی در هر ساعت از شبانه روز یکسان بوده و عامل زمان در آن تغییری ایجاد نمی‌کند. طبق نظر بالنو (Bollnow) فضای روز و شب دو تجربهٔ متفاوت از یکدیگرند .(فضایی که در هنگام روز مشاهده می‌کنیم دارای برتری و رجحان می‌باشد. اغلب تصوراتی که از یک فضا داریم به واسطه نور و روشنایی و در یک کلمه نور بدست آمده‌است، و برای پی بردن به یک فضا در شب، ابتدا باید فضای آن را در روز بسنجیم)
فضای مشاهده شده در روز کاملاً قابل تشخیص است و چنین فضایی بسته به محل قرارگیری شخص بیننده دارای جهت و مسیر مشخصی می‌باشد. در حالی که فضای مشاهده شده در شب نه دارای بسط و کشیدگی نه دارای ارتفاع و جهت مشخصی می‌باشد، از این رو برای ما ناشناخته و مجهول باقی می‌ماند.
فضای شب و روز، دو حد نهایت هستند که توسط نوع و میزان نور قابل تمییز می‌گردند. فضای روز از نور و روشنایی تأثیر گرفته و فضای شب در تاریکی غوطه ور است. میان این دو حد نهایت سطوح بی شماری وجود دارد، در حالی که ما به غروب، طلوع یا مه می‌پردازیم.